# جون رايت (عالم نبات)
جون رايت (بالإنجليزية: John Wright)‏ هو طبيب وعالم نبات أمريكي، ولد في 2 فبراير 1811 في تروي في الولايات المتحدة، وتوفي في 11 أبريل 1846 في أيكن في الولايات المتحدة.